# Борнеол
Борнео́л (Borneol) C10Н17ОН — вторинний спирт ряду терпенів. Відомі два оптичні ізомери борнеолу — правий і лівий.

## Властивості
Безбарвні кристали з характерним хвойним запахом; погано розчинний у воді, добре — в малополярних органічних розчинниках, у тому числі в спиртах.
При окисленні борнеол та ізоборнеол перетворюються в камфору, при дії кислотних каталізаторів ізоборнеол легше за борнеол, дегідратує з утворенням камфену (Реакція Вагнера — Меєрвейна), а також легше утворює етери (прості ефіри) і важче — естери (складні ефіри).
Малотоксичні, проте діють на центральну нервову систему, знижують артеріальний тиск. Питома вага 1,011; температура плавлення близько 210,5 °C.
|                       | Тпл, °C | Ткип, °C | Тсп, °C | d420      | [α]D20, °            |
| --------------------- | ------- | -------- | ------- | --------- | -------------------- |
| (+)- і (–)-Борнеол    | 208—209 | 212      | 65      | 1,01—1,02 | ±37,9 (етер, бензол) |
| (+)- і (–)-Ізоборнеол | 214     | 214      | —       | —         | ±33,6 (етанол)       |

## Знаходження у природі
Борнеоли і їхні естери широко поширені в природі. Борнеол уперше виявлений і тривалий час отримувався з рослини Dryobalanops camphora, батьківщиною якої є острови Суматра і Борнео. Це високе дерево понад 60 м заввишки, що містить в ефірній олії правообертальний борнеол, або, як його раніше називали, борнейську камфору. Для отримання борнеолу дерева валять в лісі, розрубують на шматки і вишкрібають викристалізувані у тріщинах кристали борнеолу, потім розрубані стовбури і гілки піддають перегонці ефірної олії з водяною парою. Додаткову кількість борнеолу отримують завдяки виморожування з ефірної олії. (-)–Борнеол, або «нґай-камфора», головний компонент ефірної олії рослини Blumea balsamifera, що росте в Індії, на південному сході Китаю і на Зондських островах. (±)–Борнеол виявлений у багатьох ефірних оліях, наприклад, у хвої смереки, тим часом як ізоборнеол — лише в ефірній олії ялівцю високого.
Правообертальний борнеол зустрічається в ефірних оліях лаванди, розмарину і коріандру й в деяких інших культивованих і дикорослих рослинах. Лівообертальний борнеол знайдений в ефірній олії ялиці сибірської, може бути отриманий зі скипидару напівсинтетично або з камфори при відновленні останньої металевим натрієм у спиртовому розчині.

## Отримання
Борнеол отримують:
- гідролізом борнілацетату;
- виділення з ефірних олій (борнеол);
- гідратацією піненів (борнеол);
- дією на камфен оцтової або мурашиної кислоти в присутності кислотного каталізатора і подальшим омиленням етерів (ізоборнеол).

Ізоборнеол наразі отримують гідратацією камфена в присутності кислотних каталізаторів. Раніше процес проводили в 2 стадії: етерифікацією оцтової або мурашиної кислотою і подальшим гідролізом утвореного етеру.

## Застосування
При окисненні перетворюється на камфору.
Борнеол, ізоборнеол і їхні естери (борнілацетат, ізоборнілацетат) застосовують як компоненти парфумерних композицій та, особливо, ароматизаторів для мила і товарів побутової хімії.

### Використання в органічній хімії
Похідні ізоборнеолу використовуються як хіральні ліганди в асиметричному синтезі:
- (2S)-(−)-3-екзо-(морфоліно)ізоборнеол або МІБ[2] із морфоліновим замісником у α-гідроксильній позиції;
- (2S)-(−)-3-екзо-(диметиламіно)ізоборнеол або ДАІБ[3] із диметиламіновим замісником у α-гідроксильній позиції.